# Lily Allen
Lily Allen, de nom real Lily Rose Beatrice Cooper (n. Londres, Regne Unit, 2 de maig de 1985), és una compositora, cantant i actriu anglesa. El 2006 va llançar a la venda el seu disc debut Alright, Still. El 10 de febrer de 2009 va llançar el seu segon àlbum titulat It 's Not Me, It's You. El 2008 va fer el seu propi programa de televisió a la BBC Three.

## Primers anys
Lily Allen va néixer a Hammersmith, a l'oest de Londres, filla del comediant Keith Allen i de la productora de cinema Allison Owen. Té una germana gran, Sarah, de 29 anys, i un germà menor: Alfie Owen-Allen, actor britànic de 24 anys. També té quatre germanastres per part del seu pare. El 1988 va aparèixer en el videoclip de la cançó The Yob que pertany a l'àlbum The Comic Strip Presents, co-escrit pel seu pare. Quan tenia quatre anys, el seu pare va abandonar la família. Va créixer amb la seva mare en diferents llocs amb nens de la seva edat. Va assistir a 13 escoles diferents i va ser expulsada de la majoria d'elles per fumar i beure. Allen va explicar a Loveline que als 11 anys estava cantant una cançó d'Oasis, Wonderwall, al pati del col·legi quan una professora la va sentir, li va dir que tenia talent i li va proposar fer alguna cosa amb ella. Lily va prendre lliçons de cant amb la mestra i aviat va cantar en una obra escolar. Explicava també que l'audiència es va entendrir davant la visió d'una nena amb problemes fent alguna cosa bona. En aquest moment ella va saber que la música era una cosa que necessitava fer, ja sigui com una vocació per a tota la vida o pel que fos. Es va convertir en un membre del Groucho Club quan tenia 17 anys i en el seu temps lliure, escoltava artistes com The Specials, T. Rex, i Happy Mondays i també llegia. Allen va fer una aparició al film de 1998 Elisabet, produït per la seva mare. Va deixar l'escola als 15 anys, no volia passar un terç de la seva vida treballant per preparar l'altre terç.
Després que la seva família passés unes vacances a Eivissa ella va romandre a Sant Antoni de Portmany, on va guanyar diners treballant en una botiga i en el comerç d'èxtasi.

## Publicitat i llançaments
Després del llançament del seu primer material, gràcies a l'enorme publicitat, es va decidir que Smile seria el primer senzill oficial per al seu àlbum debut, que es titula Alright, Still. Aquesta cançó va ser enviada a la ràdio el maig de 2006 i va ser immediatament programada en ràdios de tot el Regne Unit. A més, al maig, li van dedicar una portada d'Observer Music Monthly, i va oferir entrevistes a mitjans com The Guardian i NME. Actualment ella escriu periòdicament en el seu bloc de MySpace, explicant anècdotes de la seva vida tant professional com personal. El single de Smile està a la venda des del 3 de juliol de 2006, amb dues cançons, que no es troben en l'àlbum, com a cares B. El seu primer àlbum (Alright, Still) va aparèixer el 17 de juliol de 2006. Malauradament, pel fet que es va avançar el llançament del disc, la seva cançó Nan, you're a window shopper, una paròdia de Window shopper de 50 Cent, no va ser inclosa, ja que no es va poder produir a temps el material.
El 2006 va cantar en 2 cançons per al disc Rudebox de Robbie Williams. Les cançons que va cantar s'anomenen Keep on i Bongo bong and je ne t'aime plus.
La seva cançó Smile es va incloure en la banda sonora de The Sims 2: les quatre estacions. El juliol de 2008 el segon treball de Lily es troba ja produït. Es comenta també que pugui contenir un Bonus Track anomenat Wherever You Go en el qual suposadament participaria Lindsay Lohan.
El nou disc de Lily Allen es diu It 's Not Me, It's You, encara que anteriorment s'havia anunciat el possible nom com Stuck on the Naughty step. D'aquest disc s'han promocionat els següents senzills: The fear, Not Fair, 22, Fuck you (que a més va ser triat com a tema d'una campanya anti-homofòbica) i Who'd have known. Encara que en 2010 es va llançar Back To The Start com a senzill promocional, tenint així 6 senzills el segon àlbum de Lily Allen.
També en un episodi de la sèrie Glee, Lea Michele i Cory Monteith canten la cançó Smile de Lily Allen.

## Vida privada

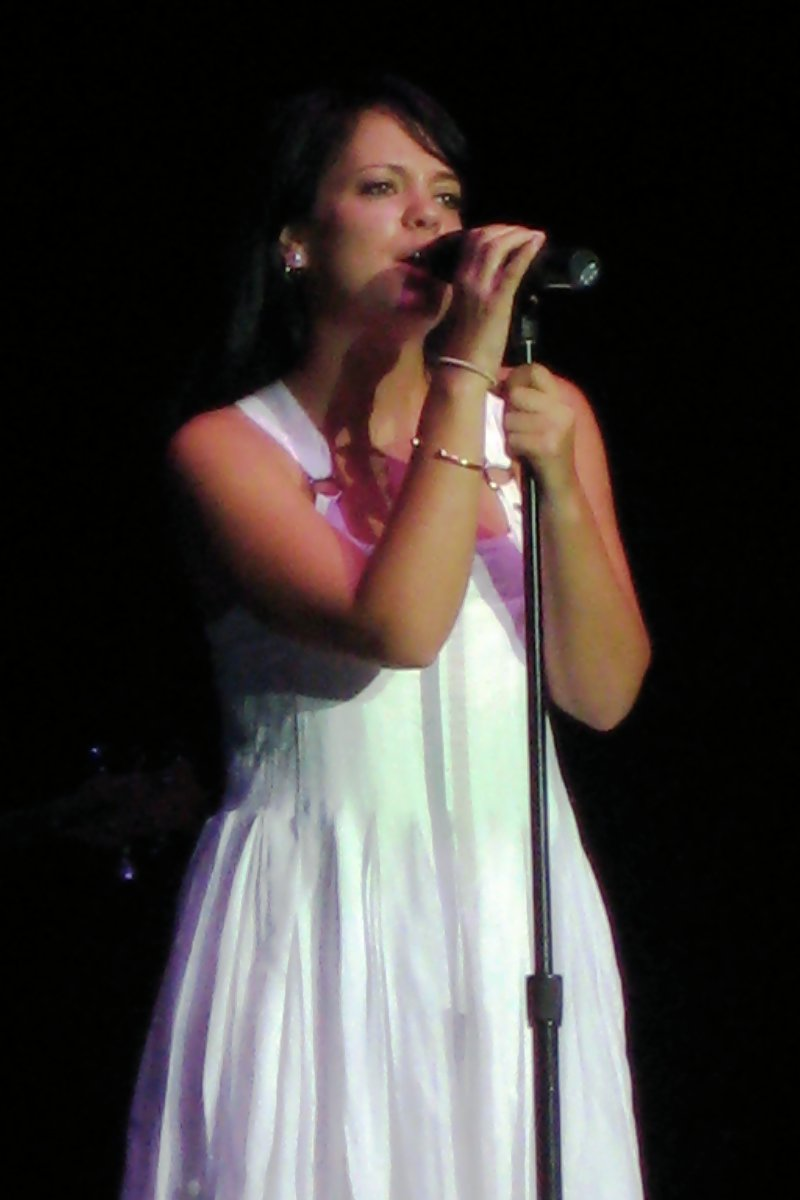
Lily Allen.

Allen ha estat objecte de moltes controvèrsies, principalment a causa de les seves opinions expressades sobre altres músics. Va ser a una escola privada amb Luke Pritchard de The Kooks, va fer alguns comentaris despectius sobre ells, i després va realitzar una versió de la seva cançó Naive a Jo Whiley s Live Lounge per mostrar que no hi ha ressentiments. També ha afirmat que l'actuació de Kylie Minogue al Festival de Glastonbury seria l'últim insult a l'esdeveniment, encara que en el context no es tractava d'un insult a Minogue.
Quan va ser qüestionada per la ENM sobre com celebraria si el seu single, Smile, arribés al número 1 en el Regne Unit, ella va respondre GAK (un terme d'argot de la cocaïna). Immediatament va dir que va ser fent broma, però la frase va ser àmpliament citada en la premsa. Allen ha demanat disculpes per això. A més va admetre en una entrevista per a la ENM que va treballar com a distribuïdora d'èxtasi als 15 anys alhora que va viure a Sant Antoni de Portmany, encara que no era gaire bona en això.
En diverses ocasions Lily ha atacat la banda britànica Girls Aloud sobretot a la integrant Cheryl Cole a qui ha tractat d'estúpida i fins va escriure una cançó referint-se a ella la qual és costat b en el seu senzill Smile2 també ha atacat la integrant de la banda Nicola Roberts tractant-la de lletja.
L'agost de 2007, durant la seva aparició en un festival, va dir que el president Bush era un subjecte fotut, i va fer burles sobre els problemes de la també cantant anglesa Amy Winehouse dient És el cap de setmana, i has de beure. Per Amy Winehouse ... ha! . També va dir coses sobre Winehouse i els seus problemes d'addicció a l'heroïna i els seus trastorns alimentaris.
També va acusar els tabloides anglesos de ser sexistes, i tenir un doble estàndard en la manera com tracten a homes i dones músics. Va dir: No crec que tractin igual a les dones que es diverteixen. Vull dir, James Blunt fa escàndols i ningú es preocupa. Nosaltres fem alguna cosa, i està a primera pàgina. És trist. Aquestes persones que escriuen per les revistes de xafarderies, no són escriptors. Ni tan sols poden ser valorats. Als 15 anys, Allen va passar quatre setmanes a la clínica The Priory, angoixada per una ruptura amb un promès, va prendre una sobredosi de drogues i va tractar de tallar-se les venes. Allen va dir recentment a la revista Sunday Times: En la meva adolescència vaig experimentar les drogues. El novembre de 2007, va revelar que havia estat diagnosticada amb un buf al cor. La cantant es va preocupar perquè havia de baixar 19 lliures (8,6 kg) i va reduir d'una talla 12 anglesa a una talla 8 en tan sols sis setmanes. Allen va explicar que estava tranquil·la sobre la pèrdua de pes i va argumentar que menjava normalment i anava al gimnàs 3 cops per setmana, d'acord amb el diagnòstic.
El desembre de 2007, es va confirmar que Allen estava embarassada. El pare era el seu promès, Ed Simons, de la banda Chemical Brothers, amb qui sortia des de setembre de 2007. No obstant això, el 17 de gener del 2008, es va confirmar que Allen havia perdut el seu bebè. Posteriorment, i després d'unes vacances a les illes Maldives per recuperar-se de la pèrdua, Simons va decidir trencar amb Allen, el febrer de 2008. Al cap de poc Lily Allen va mantenir una relació sentimental amb Tomàs Sonini. El 3 de juny va protagonitzar un escàndol en un lliurament de premis després haver de ser portada al seu cotxe en braços del seu germà per estar indisposada en haver begut més del compte. L'endemà es disculpà públicament al seu MySpace. La cantant coneguda per èxits com The Fear i Smile, va interrompre la seva carrera perquè volia dedicar-se a la maternitat, però l'1 de novembre del 2010 va perdre el nadó que esperava a causa d'un avortament espontani, quan es trobava en el seu sisè mes d'embaràs. La notícia es va confirmar quan va haver de ser portada d'urgència a l'hospital en començar a trobar malament. Encara que els metges van fer tot el possible per salvar la vida del nadó, finalment no va poder ser salvat. Sam Cooper, la seva actual parella, i Lily Allen no van voler donar més detalls de la seva vida privada.
El dia 11 de juny del 2011, la cantant va contreure matrimoni amb la seva actual parella Sam Cooper i van donar a conèixer que l'artista està embarassada per tercera vegada. A causa del seu matrimoni, Lily va decidir canviar el seu cognom en el seu compte de Twitter a Cooper. El 26 de novembre de 2011, va néixer la seva primera filla, a la qual van batejar Ethel Mary. El 8 gener 2013 va néixer la seva segona filla anomenada Marnie.

## Discografia
Àlbums
- Alright, Still (2006)
- It's Not Me, It's You (2009)

EP
- F.U.E.P.
- Paris Live Session